# Avenida Salaverry
La avenida General Felipe Salaverry, más conocida simplemente como avenida Salaverry, es una de las principales avenidas de la ciudad de Lima, capital del Perú. Posee un recorrido total de 38 cuadras y atraviesa los distritos de Jesús María, Lince y San Isidro. Así mismo en la parte central de la avenida se ubica la ciclovía. Tiene un carácter residencial con un tránsito vehicular de nivel medio. Su nombre rinde homenaje al general Felipe Santiago Salaverry, quien fuese presidente del Perú. Una de las características más notorias de esta arteria es la gran cantidad de árboles en su berma central que además está acompañada de una ciclovía en todo su recorrido.

## Recorrido

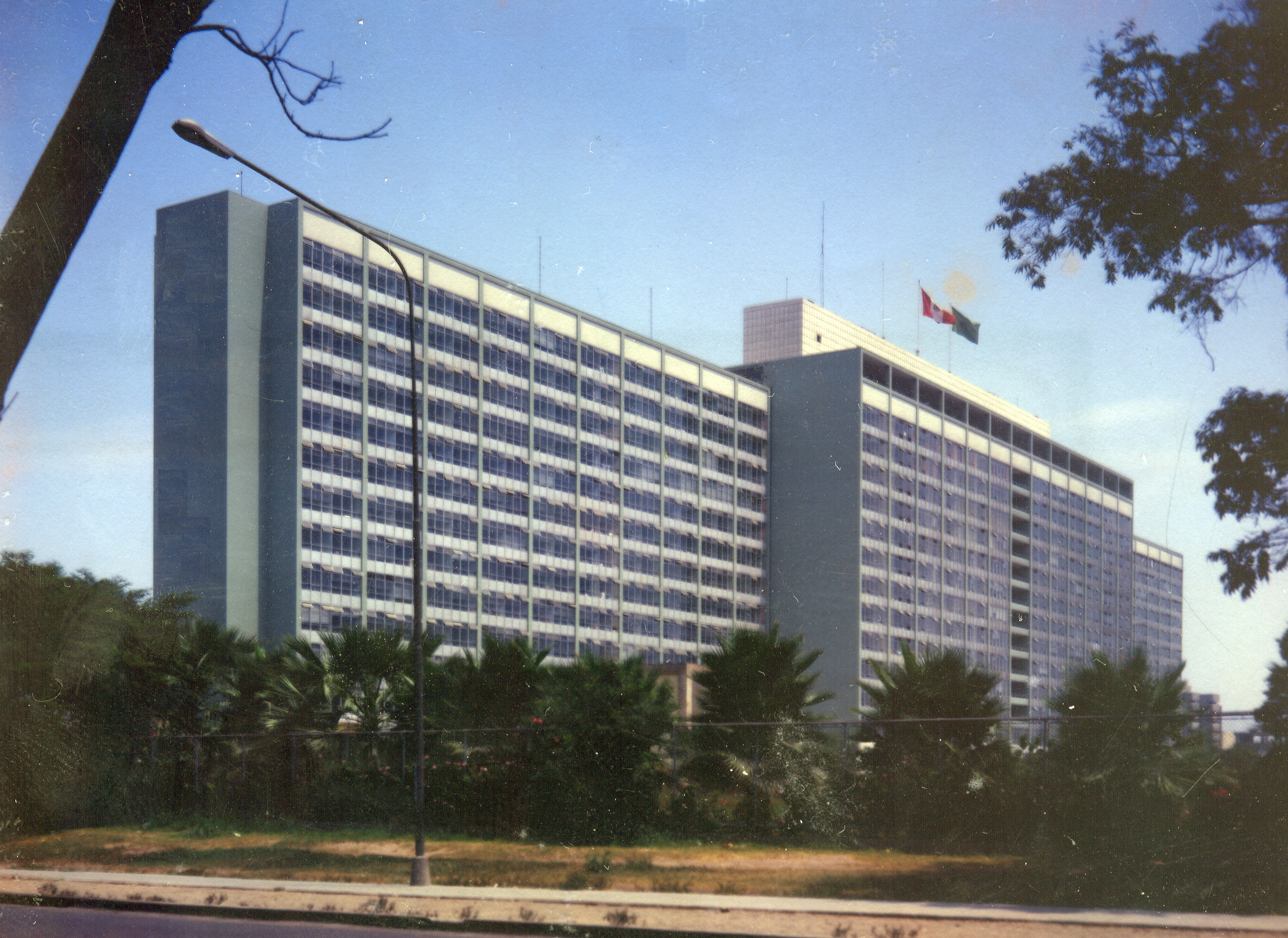
Hospital Edgardo Rebagliati Martins

La avenida nace en la plaza Jorge Chávez, punto de confluencia de las avenidas 28 de Julio, Guzmán Blanco y el jirón Washington en el distrito de Lima. En sus primeras cuadras se destacan el Campo de Marte y las sedes del Ministerio de Salud y del Ministerio de Trabajo y Promoción del Empleo.
En el límite entre los distritos de Lince y Jesús María, en su intersección con la avenida Edgardo Rebagliati, se puede apreciar el complejo de hospitales EsSalud más grande de Lima, entre los cuales se destaca el hospital Edgardo Rebagliati Martins (anteriormente denominado Hospital del Empleado). Poco antes de llegar al cruce con la avenida San Felipe se encuentra el parque temático Mini Mundo, en donde se ofrece una exposición de Lima en miniatura con aproximadamente 200 maquetas de los principales íconos de la ciudad.
En sus siguientes cuadras están ubicadas las sedes de algunas universidades privadas, tales como la Universidad del Pacífico, la UPC y la UTP. Asimismo, en el cruce con la avenida César Canevaro, se encuentra el colegio Sagrado Corazón Sophianum, en el límite con el distrito de San Isidro. A la derecha se observa parcialmente el Conjunto Residencial San Felipe, edificado durante el primer gobierno del presidente Fernando Belaúnde Terry.
En el cruce con la avenida Eduardo Avaroa se ubica el centro comercial Real Plaza Salaverry donde se pueden encontrar diversas marcas nacionales e internacionales, así como una gran variedad de restaurantes. Poco antes de cruzar la avenida Faustino Sánchez Carrión se destaca el Hotel Meliá Lima.
La avenida se interna en el distrito de San Isidro donde se destacan la residencia del embajador de Japón y las embajadas de la India, Suiza, Costa Rica y de la Federación Rusa. Después de cruzar la avenida Augusto Pérez Araníbar, la avenida termina en un parque conocido como La Pera del Amor, muy cerca del litoral, donde se finaliza su recorrido.

## Galería

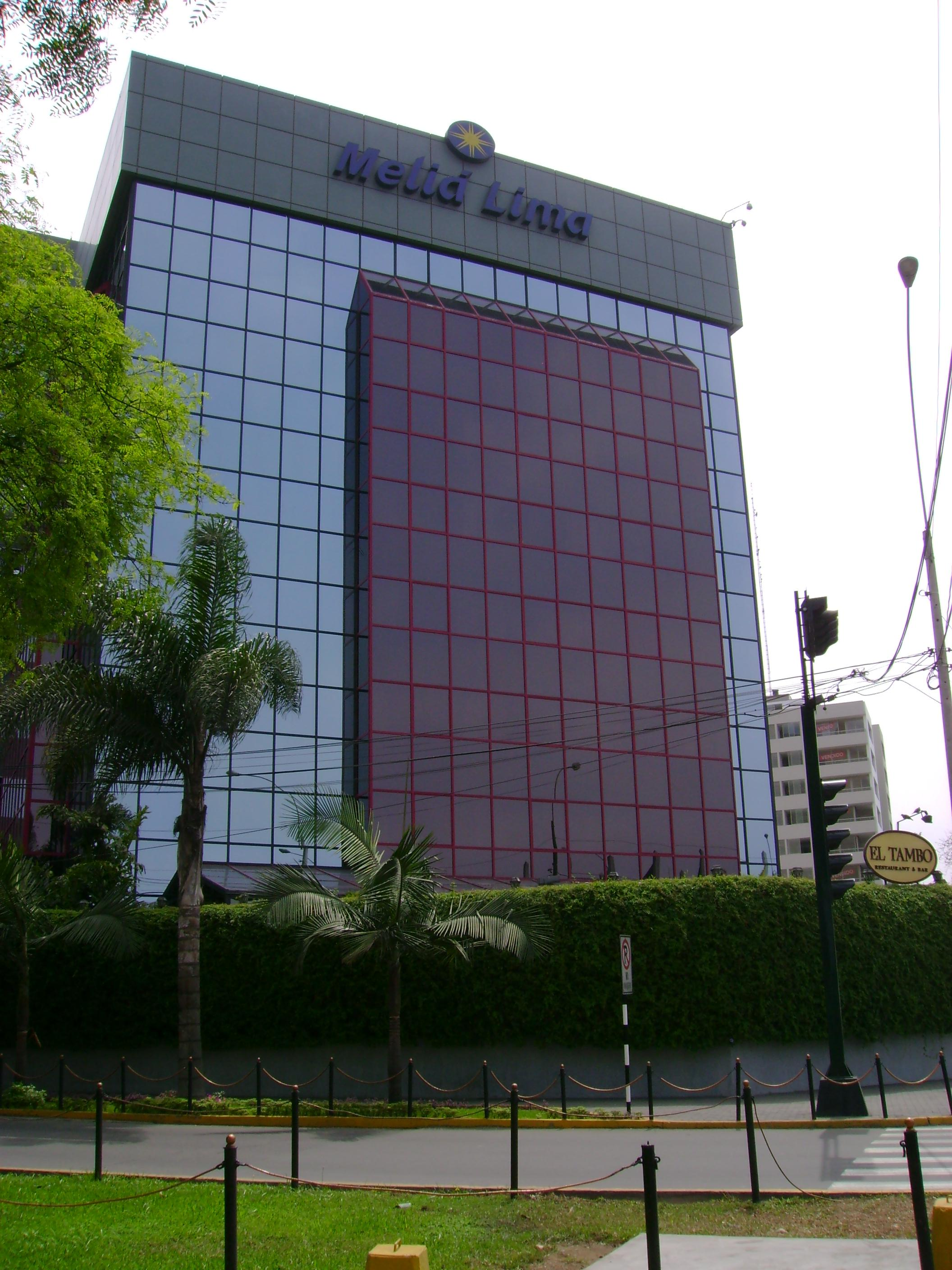
Hotel Meliá Lima desde la ciclovía de la avenida Salaverry.
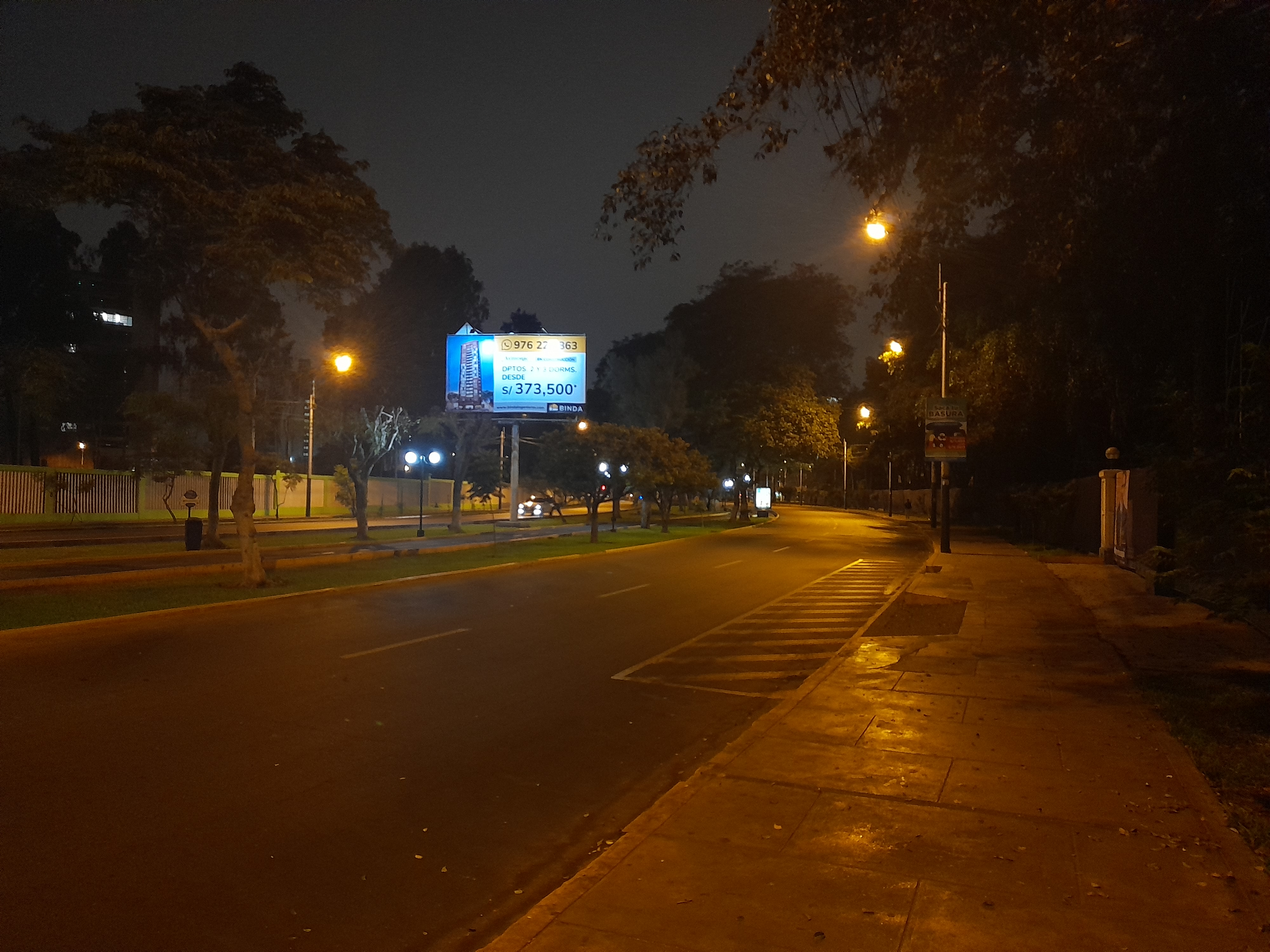
De noche.